# Ekološka piramida
Ekološka piramida, je grafičen prikaz ponazarjanja prehranjevalne strukture
biocenoze. Prikazuje njihovo skupno velikost v celotni biocenozi, vsi plenilci ponazarjajo konzumente drugega in naslednjih redov. Ločimo piramido biomase.